# لويد دوران
لويد دوران هو لاعب هوكي الجليد كندي، ولد في 10 يناير 1921، وتوفي في 15 يونيو 1995.

## وصلات خارجية
- لويد دوران على موقع دوري الهوكي الوطني (الإنجليزية)
- لويد دوران على موقع EliteProspects.com (الإنجليزية)
- لويد دوران على موقع HockeyDB.com (الإنجليزية)
- لويد دوران على موقع Hockey-Reference.com (الإنجليزية)